# Kakamegabuulbuul
De kakamegabuulbuul (Arizelocichla kakamegae; synoniem: Andropadus kakamegae) is een zangvogel uit de familie Pycnonotidae (buulbuuls).

## Verspreiding en leefgebied
Deze soort komt voor in oostelijk-centraal Afrika en telt twee ondersoorten:
- A. k. kakamegae: oostelijk Congo-Kinshasa, Oeganda, westelijk Kenia en noordwestelijk Tanzania.
- A. k. kungwensis: westelijk Tanzania.

## Status
De kakamegabuulbuul komt niet als aparte soort voor op de lijst van het IUCN, maar is daar een ondersoort van de westelijke grijskeelbuulbuul (Arizelocichla tephrolaema).